# سیارک ۷۸۴۹
سیارک ۷۸۴۹ (به انگلیسی: 7849 Janjosefric، نامگذاری:1996HR) هفت هزار و هشتصد و چهل و نهمین سیارک کشف شده‌است که در ۱۸ آوریل ۱۹۹۶ کشف شد.
قدر مطلق سیارک برابر ۱۳٫۹۰ است.